# José María Pérez Boixaderas
José María Pérez Boixaderas (Moncada y Reixach, Barcelona, 2 de noviembre de 1947) es un exfutbolista español. Militó cuatro temporadas en el Fútbol Club Barcelona, de 1971 a 1975, ganando una liga española. Después se marchó a la Unión Deportiva Salamanca, donde estuvo hasta 1980. 

## Palmarés
| Título | Club                  | Año  |
| ------ | --------------------- | ---- |
| Liga   | Fútbol Club Barcelona | 1974 |

## Equipos
| Club                         | País   | Año       |
| ---------------------------- | ------ | --------- |
| Real Club Deportivo Mallorca | España | 1971-1975 |
| Fútbol Club Barcelona        | España | 1971-1975 |
| Unión Deportiva Salamanca    | España | 1975-1978 |